# Belene
Belene (Bulgaars: Белене) is een stad in de  oblast Pleven, in het noorden van Bulgarije. Het is de hoofdplaats van de gelijknamige gemeente Belene. Op 31 december 2018 telt de stad Belene 7.063 inwoners. De stad heeft sinds 1964 een stadsstatus, daarvoor was het officieel nog een dorp. De meeste inwoners zijn etnische Bulgaren.

## Sport
- FC Gigant Belene

## Zustersteden
Belene is verzusterd met de volgende steden: 
- Lázně Bělohrad, Tsjechië
- Belleville-sur-Loire, Frankrijk
- Hajdúsámson, Hongarije
- Vigonza, Italië
- Devrek, Turkije
- Zimnicea, Roemenië